# サッカーパラグアイ女子代表
サッカーパラグアイ女子代表（サッカーパラグアイじょしだいひょう）は、パラグアイサッカー協会(スペイン語: Asociación Paraguaya de Futbol, 略称：APF)によって編成されるパラグアイの女子サッカーナショナルチームである。南米サッカー連盟(CONMEBOL)に所属している。1996年に初めて代表が結成され、1998年から南米女子サッカー選手権であるコパ・アメリカ・フェメニーナに出場している。
女子ワールドカップ、オリンピックともに出場はない。

## ワールドカップの成績
- 1991 - 不参加
- 1995 - 不参加
- 1999 - 予選敗退
- 2003 - 予選敗退
- 2007 - 予選敗退
- 2011 - 予選敗退

## オリンピックの成績
- 1996 - 不参加
- 2000 - 予選敗退
- 2004 - 予選敗退
- 2008 - 予選敗退
- 2012 - 予選敗退

## コパ・アメリカ・フェメニーナの成績
| 開催年 | 結果               | 試合   | 勝利   | 引分   | 敗戦   | 得点   | 失点   |
| ------ | ------------------ | ------ | ------ | ------ | ------ | ------ | ------ |
| 1991   | 不参加             | 不参加 | 不参加 | 不参加 | 不参加 | 不参加 | 不参加 |
| 1995   | 不参加             | 不参加 | 不参加 | 不参加 | 不参加 | 不参加 | 不参加 |
| 1998   | グループリーグ敗退 | 4      | 2      | 0      | 2      | 6      | 10     |
| 2003   | グループリーグ敗退 | 2      | 1      | 0      | 1      | 3      | 4      |
| 2006   | 4位                | 7      | 3      | 1      | 3      | 13     | 16     |
| 2010   | グループリーグ敗退 | 4      | 2      | 0      | 2      | 8      | 6      |
| 2014   | グループリーグ敗退 | 4      | 2      | 0      | 2      | 14     | 9      |
| 合計   | 5/7                | 21     | 10     | 1      | 10     | 44     | 45     |

## FIFAランキング
- 初登場 - 65位(2003年7月)
- 最高順位 - 55位(2008年9月)
- 最低順位 - 118位(2010年8月)

## 選手
GK
- 1  グロリア・サレブ（リベルタ・リンピオ）
- 12 イサベル・オルティス（ソル・デ・アメリカ）

DF
- 14 カリナ・ベガ（リベルタ・リンピオ）
- 19 ラウラ・ロメロ（サンロレンソ／アルゼンチン）
- 5  タニア・リソ（ソル・デ・アメリカ）
- 10 ミルタ・ピコ（ソル・デ・アメリカ）
- 21 サディ・サリナス（デポルティボ・カピアタ）
- 4  ラウリエ・クリスタルド（リベルタ・リンピオ）
- 3  ロレーナ・アロンソ（ソル・デ・アメリカ）
- 2  リンピア・フレテス（ソル・デ・アメリカ）
- 15 ダイアナ・ボガリン（マッカビ・キシュロノット・ハデラ／イスラエル）
- 18 ソフィア・アルミロン（リベルタ・リンピオ）

MF
- 17 マルタ・アグエロ（リベルタ・リンピオ）
- 6  ソレタッド・ガライ（デポルティボ・カピアタ）
- 7  ファビオラ・サンドバル（リベルタ・リンピオ）
- 20 デイシー・オヘダ（マッカビ・キシュロノット・ハデラ／イスラエル）
- 8  ジェシカ・アルバレス（デポルティボ・サンタニ）

FW
- 9  グロリア・ビジャマジョル（ラシン・サンタンデール／スペイン）
- 16 ダミア・コルタサ（リベルタ・リンピオ）
- 11 リス・ペーニャ（リベルタ・リンピオ）